# Virginia Madsen
Virginia Gayle Madsen (Chicago, 11 settembre 1961) è un'attrice statunitense.

## Biografia

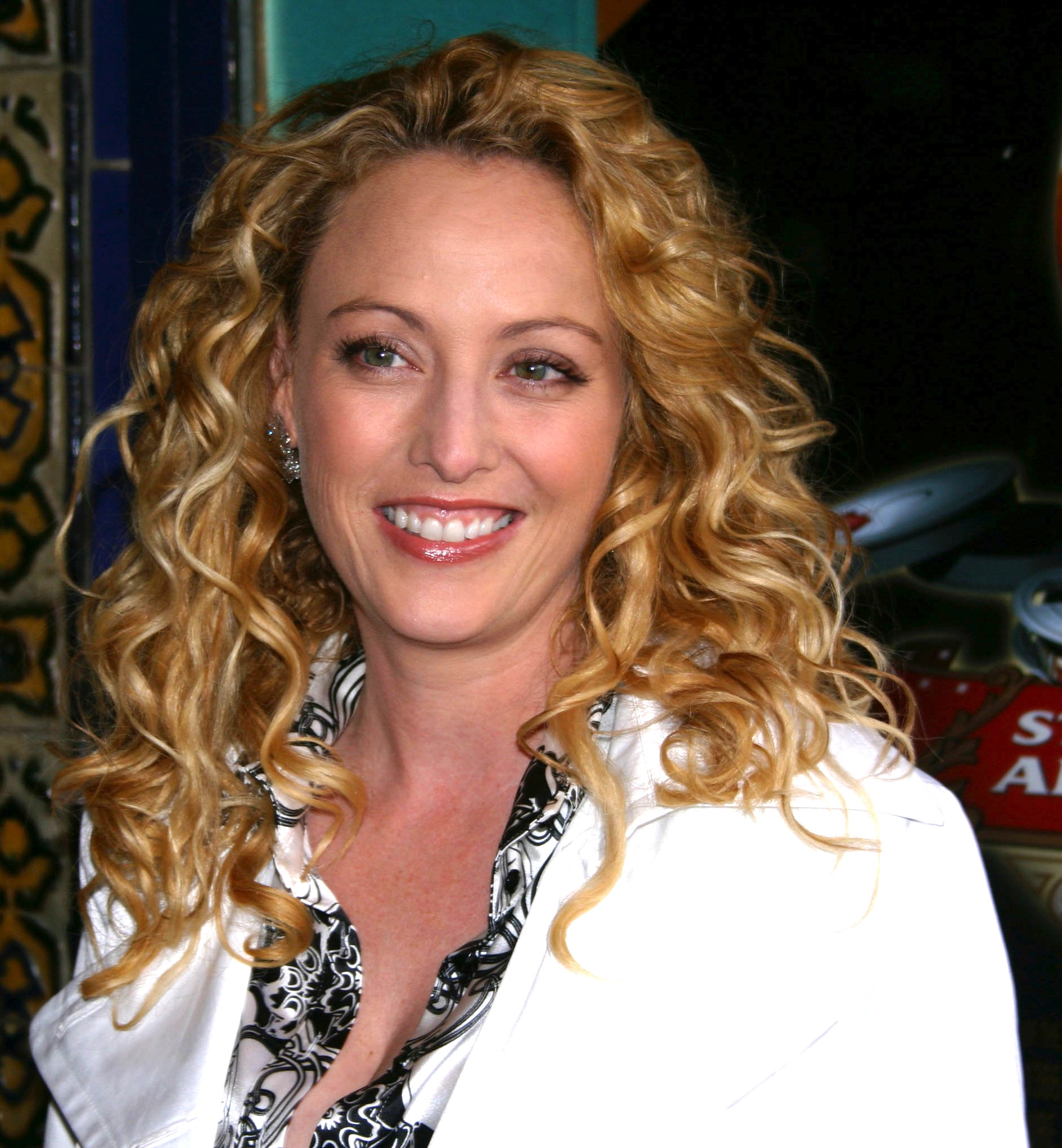
Virginia Madsen nel 2006

Figlia del vigile del fuoco Calvin Madsen e dell'autrice Elaine Loretta Melson, i suoi genitori divorziarono quando aveva 7 anni. 
Iniziò la sua carriera negli anni ottanta, debuttando al cinema con il film Class. Dopo una gavetta teatrale, diventa internazionalmente famosa grazie al ruolo di Madeline in Electric Dreams di Steve Barron, uno dei primi film che affrontavano con toni da commedia il rapporto tra uomo e computer. Viene però ricordata soprattutto per aver ricoperto il ruolo della principessa Irulan, la narratrice di Dune di David Lynch del 1984. Nel 1989 ha partecipato al video del singolo Liberian Girl di Michael Jackson.
Nel 2005 partecipa al film Sideways - In viaggio con Jack, nel ruolo di Maya Randall, ottenendo un successo strepitoso in tutto il mondo: viene candidata all'Oscar alla miglior attrice non protagonista, al Golden Globe e al Satellite Award. Dopo il suo grande successo, prende parte a moltissimi famosi film sempre da protagonista, come Candyman - Terrore dietro lo specchio, L'ultima profezia, Professione inventore, Cappuccetto rosso sangue e molti altri. Nel 2018 è uno dei personaggi fissi de La verità sul caso Harry Quebert. Dal 2019 al 2020 prende parte alla serie TV Swamp Thing, nel ruolo di Maria Sunderland.

## Vita privata
Sorella dell'attore Michael Madsen, è stata sposata dal 1989 al 1992 con l'attore e regista Danny Huston, conosciuto sul set di Mr. North. Dalla sua relazione con l'attore Antonio Sabato Jr. (durata dal 1993 al 1998) è nato un figlio, Jack.

## Filmografia

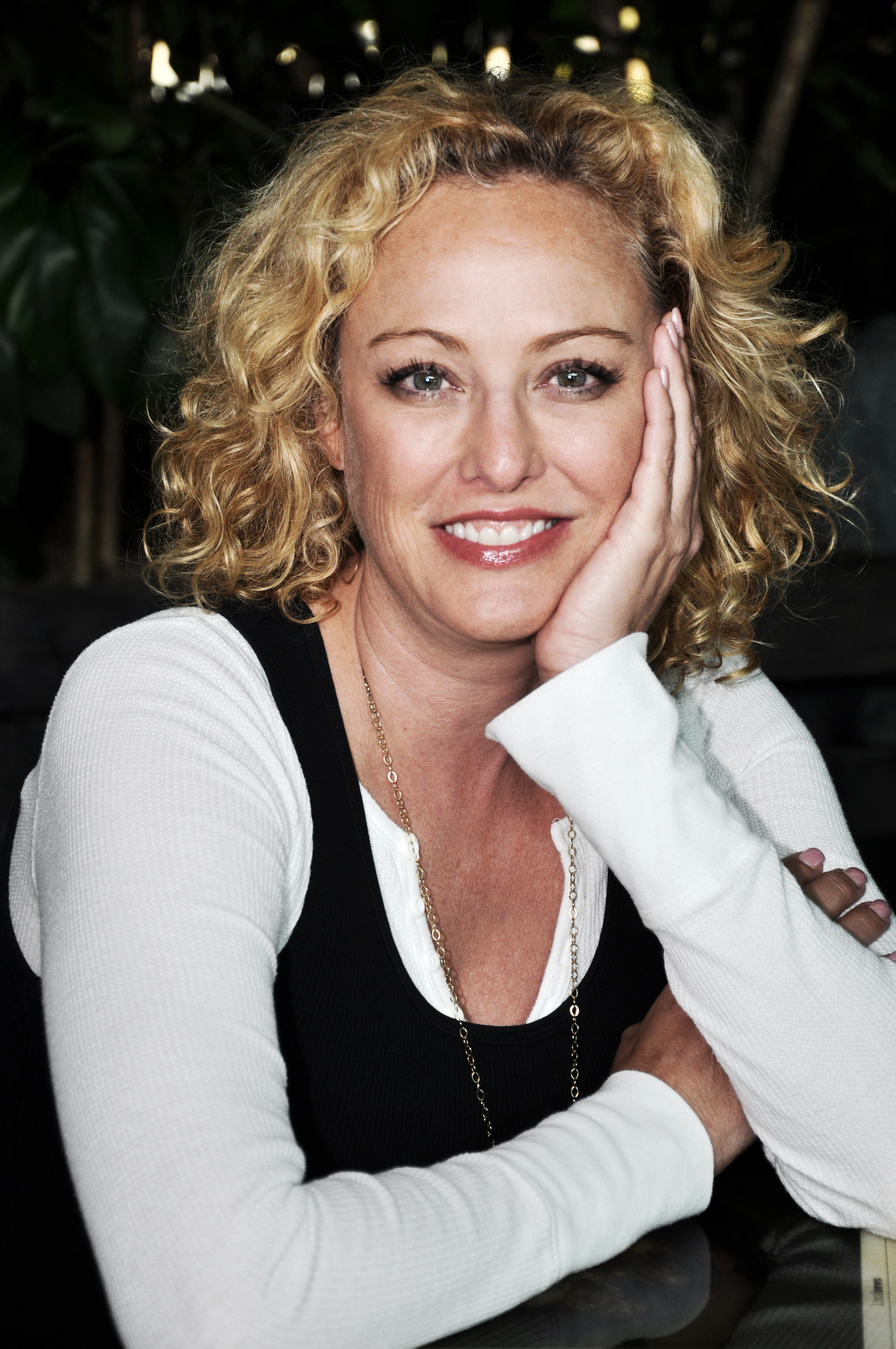
Virginia Madsen nel 2011

### Cinema
- Class, regia di Lewis John Carlino (1983)
- Electric Dreams, regia di Steve Barron (1984)
- Dune, regia di David Lynch (1984)
- Dr. Creator - Specialista in miracoli (Creator), regia di Ivan Passer (1985)
- Tra due fuochi (Fire with Fire), regia di Duncan Gibbins (1986)
- Slamdance - Il delitto di mezzanotte (Slam Dance), regia di Wayne Wang (1987)
- Scuola di zombi (Zombie High), regia di Ron Link (1987)
- Mr. North, regia di Danny Huston (1988)
- Don, un cavallo per amico (Hot to Trot), regia di Michael Dinner (1988)
- Il cuore di Dixie (Heart of Dixie), regia di Martin Davidson (1989)
- The Hot Spot - Il posto caldo (The Hot Spot), regia di Dennis Hopper (1990)
- Highlander II - Il ritorno (Highlander II: The Quickening), regia di Russell Mulcahy (1991)
- Candyman - Terrore dietro lo specchio (Candyman), regia di Bernard Rose (1992)
- Blue Tiger, regia di Noberto Barba (1994)
- L'ultima profezia (Prophecy), regia di Gregory Widen (1995)
- L'agguato - Ghosts from the Past (Ghosts of Mississippi), regia di Rob Reiner (1995)
- L'uomo della pioggia - The Rainmaker (The Rainmaker), regia di Francis Ford Coppola (1997)
- Ripple effect, regia di Philippe Caland (1997)
- La trappola (Ambushed), regia di Ernest Dickerson (1998)
- Haunting - Presenze (The Haunting), regia di Jan de Bont (1999)
- Los Angeles - Cannes solo andata (Ballad of the Nightingale), regia di Guy Greville-Morris (1999)
- Partita col destino (The Florentine), regia di Nick Stagliano (1999)
- Il sogno di Holly (Brave New Girl), regia di Bobby Roth (2004)
- Sideways - In viaggio con Jack (Sideways), regia di Alexander Payne (2004)
- Firewall - Accesso negato (Firewall), regia di Richard Loncraine (2006)
- Radio America, regia di Robert Altman (2006)
- Number 23, regia di Joel Schumacher (2007)
- Memorie di pesce rosso (Diminished Capacity), regia di Terry Kinney (2008)
- Il messaggero - The Haunting in Connecticut (The Haunting in Connecticut), regia di Peter Cornwell (2009)
- Professione inventore (Father of Invention), regia di Trent Cooper (2010)
- Cappuccetto rosso sangue (Red Riding Hood), regia di Catherine Hardwicke (2011)
- The Magic of Belle Isle, regia di Rob Reiner (2012)
- Jake Squared, regia di Howard Goldberg (2013)
- Joy, regia di David O. Russell (2015)
- Dead Rising: Watchtower, regia di Zach Lipovsky (2015)
- Il figlio sconosciuto, regia di Tara Miele (2015)
- Better Watch Out, regia di Chris Peckover (2016)
- 1985, regia di Yen Tan (2018)
- Gli occhi del diavolo (Prey for the Devil), regia di Daniel Stamm (2022)
- Un giorno da leone (One Day as a Lion), regia di John Swab (2023)

### Televisione
- Mussolini: The Untold Story – miniserie TV (1985)
- Prima base (Long Gone), regia di Martin Davidson – film TV (1987)
- I Gioielli del Fantasma, regia di Lloyd Fonvielle – film TV (1988)
- Un bacio prima di uccidere (Linda) – film TV (1993)
- Star Trek: Voyager – serie TV, episodio 4x22 (1998)
- Frasier – serie TV, 4 episodi (1998)
- Fuoco incrociato (Crossfire Trail), regia di Simon Wincer – film TV (2001)
- Dawson's Creek – serie TV, episodio 6x23 (2003)
- Detective Monk (Monk) – serie TV, episodi 8x09-8x13-8x16 (2009)
- The Event – serie TV, 4 episodi (2010)
- Hell on Wheels – serie TV, 4 episodi (2012)
- 50 anni in rosa (The Hot Flashes), regia di Susan Seidelman – film TV (2013)
- Le streghe dell'East End (Witches of East End) – serie TV, 14 episodi (2013-2014)
- Law & Order - Unità vittime speciali (Law & Order: Special Victims Unit) – serie TV, episodio 17x06 (2015)
- American Gothic – serie TV, 13 episodi (2016)
- Designated Survivor – serie TV, 16 episodi (2016-2017)
- La verità sul caso Harry Quebert (The Truth About the Harry Quebert Affair) – miniserie TV, 10 puntate (2018)
- Swamp Thing – serie TV, 10 episodi (2019)
- Elementary – serie TV, episodio 7x02 (2019)

### Doppiatrice
- Scooby-Doo e la mummia maledetta (Scooby-Doo! in Where's My Mummy?), regia di Joe Sichta (2005)
- Stuart Little 3 - Un topolino nella foresta (Stuart Little 3: Call of the Wild), regia di Audu Paden (2005)
- Wonder Woman, regia di Lauren Montgomery (2009)

## Riconoscimenti
- Premio Oscar
  - 2005 – Candidatura alla miglior attrice non protagonista per Sideways - In viaggio con Jack
- Golden Globe
  - 2005 – Candidatura alla miglior attrice non protagonista per Sideways – In viaggio con Jack
- Screen Actors Guild Award
  - 2005 – Miglior cast in un film drammatico per Sideways – In viaggio con Jack
  - 2005 – Candidatura alla miglior attrice non protagonista per Sideways – In viaggio con Jack
- Fangoria Chainsaw Awards
  - 1992 – Miglior attrice per Candyman - Terrore dietro lo specchio
  - 1996 – Miglior attrice non protagonista per L'ultima profezia
  - 2010 – Candidatura alla miglior attrice per Il messaggero - The Haunting in Connecticut
- Satellite Award
  - 2004 – Candidatura alla miglior attrice non protagonista per Sideways – In viaggio con Jack

## Doppiatrici italiane
Nelle versioni in italiano delle opere in cui ha recitato, Virginia Madsen è stata doppiata da:
- Roberta Pellini ne Il messaggero - The Haunting in Connecticut, The Event, Cappuccetto rosso sangue, La verità sul caso Harry Quebert, Swamp Thing
- Claudia Balboni in Electric Dreams, Dr. Creator - Specialista in miracoli
- Alessandra Korompay in Ripple effect, Gli occhi del diavolo, Elementary (ep. 5x03, 7x02)
- Liliana Sorrentino in Star Trek: Voyager, Un giorno da leone
- Emanuela Rossi in The Hot Spot - Il posto caldo, Sideways - In viaggio con Jack
- Cristiana Lionello in L'uomo della pioggia - The Rainmaker, Radio America
- Cinzia De Carolis in Joy, Better Watch Out
- Rossella Izzo in Dune, Designated Survivor
- Antonella Rinaldi ne L'ultima profezia, Le streghe dell'East End
- Emilia Costa in Professione inventore, The Magic of Belle Isle
- Roberta Greganti in American Gothic, Christmas Drop - Operazione regali
- Serena Verdirosi in Highlander II - Il ritorno
- Gabriella Borri in Candyman - Terrore dietro lo specchio
- Franca D'Amato ne L'agguato - Ghosts from the Past
- Anna Cesareni in Firewall - Accesso negato
- Deborah Ciccorelli in Memorie di pesce rosso
- Sabrina Duranti in Fuoco incrociato
- Irene Di Valmo in Detective Monk
- Francesca Guadagno in Number 23
- Antonella Giannini in Elementary (ep. 4x15)

Da doppiatrice è sostituita da:
- Paila Pavese in Stuart Little 3 - Un topolino nella foresta
- Cinzia De Carolis in Wonder Woman